# Jacques Poisson de Coudreville
Jacques Poisson de Coudreville, né le 6 février 1746 à Saint-Lô (généralité de Caen, actuel département de la Manche), mort le 17 octobre 1821 dans la même ville, est un homme politique de la Révolution française et du Consulat. 

## Biographie
Il est le fils de Étienne Poisson, sieur de Coudreville, marchand à Saint-Lô, et de Jeanne-Germaine Françoise Corbet. 

### Mandat à la Législative
La France devient une monarchie constitutionnelle en application de la constitution du 3 septembre 1791.  
Le même mois, Jacques Poisson, alors président du tribunal de Saint-Lô et administrateur de la Manche, est élu député du département, le deuxième sur treize, à l'Assemblée nationale législative.  
Il siège sur les bancs de la gauche de l'Assemblée. En février 1792, il vote en faveur de la mise en accusation de Bertrand de Molleville, le ministre de la Marine. En avril, il vote pour que les soldats du régiment de Châteauvieux, qui s'étaient mutinés lors de l'affaire de Nancy, soient admis aux honneurs de la séance. En août, il vote en faveur de la mise en accusation du marquis de La Fayette. 

### Mandat à la Convention
La monarchie prend fin à l'issue de la journée du 10 août 1792 : les bataillons de fédérés bretons et marseillais et les insurgés des faubourgs de Paris prennent le palais des Tuileries. Louis XVI est suspendu et incarcéré, avec sa famille, à la tour du Temple. 
En septembre 1792, Jacques Poisson est réélu député de la Manche, le deuxième sur treize, à la Convention nationale.  
Il siège sur les bancs de la Plaine. Lors du procès de Louis XVI, il vote « la réclusion, et la déportation à la paix », et se prononce en faveur de l'appel au peuple et du sursis à l'exécution de la peine. Le 13 avril 1793, il vote en faveur de la mise en accusation de Jean-Paul Marat. Celui-ci le dénonce, le 9 mai dans son journal, comme membre de la « faction des hommes d’État ». Le 28 mai, il vote en faveur du rétablissement de la Commission des Douze.  
Le 16 fructidor an III (le septembre 1795), il est élu secrétaire de la Convention aux côtés de Pierre-Anselme Garrau (député de la Gironde) et de Claude-Christophe Gourdan (député de Haute-Saône) sous la présidence de Théophile Berlier (député de la Côte-d'Or).  

### Mandat aux Anciens
Sous le Directoire, Jacques Poisson est réélu député et siège au Conseil des Anciens. Il est élu président du Conseil le 1er floréal an VI (le 20 avril 1798) et ses secrétaires sont Pierre Auguis, Jean-Baptiste Claverie, Jacques Dautriche et Jacques Jac. Il est tiré au sort pour quitter le Conseil le 1er prairial an VI (le 20 mai 1798).  
Sous le Consulat, Jacques Poisson est réélu député et siège au Corps législatif. Il en est élu président le 16 pluviôse an IX (le 5 février 1801). 
Durant les Cent-Jours, Jacques Poisson est élu député à la Chambre des représentants. Il n'exerce plus de mandats après la seconde Restauration. 

## Source
- « Jacques Poisson de Coudreville », dans Adolphe Robert et Gaston Cougny, Dictionnaire des parlementaires français, Edgar Bourloton, 1889-1891 [détail de l’édition]